# 남호연
남호연(본명: 남명근, 1985년 11월 20일 ~ )은 대한민국의 개그맨이다.

## 방송
- SBS 웃찾사 시즌 2
  - 팬클럽 (2013.04.14 ~ 2013.06.16) 팬클럽 회장 역
  - 개투제라블 (2013.04.14 ~ 2013.09.29)
  - 진격의 가족 (2013.06.30 ~ 2013.06.30)
  - 바운스 (2013.07.07 ~ 2013.08.25)
  - 연극동아리 딴따라 (2013.10.11 ~ 2014.01.17)
  - 인과응보 (2013.10.11 ~ 2014.03.28)
  - 열혈강호 (2014.02.14 ~ 2014.06.27)
  - 우주 특공대 (2014.09.12 ~ 2014.10.03)
  - 뿌리 없는 나무 (2014.09.12 ~ 2015.12.06) 호연왕 역
  - 돈 크라이 (2014.10.10 ~ 2014.11.21)
  - 배우는 배우다 (2015.01.09 ~ 2015.06.28)
  - 조아염 (2015.05.17 ~ 2015.06.21)
  - 견인지역 (2015.07.05 ~ 2015.07.05)
  - 귀신의 집 (2015.08.09 ~ 2015.08.23) 처녀귀신 역
  - 맨손의 청춘 (2015.11.29 ~ 2016.04.29)
  - 힙합포차 (2016.02.19 ~ 2016.02.26)
  - 개그청문회 (2016.12.21 ~ 2017.03.08)
  - 하지말어~ (2017.01.11 ~ 2017.03.15) 마을 이장 역
  - 누가 진상인가 (2017.04.05 ~ 2017.05.17)
- MBN 개그공화국
- SBS 개그투나잇
  - 팬클럽 팬클럽 회장 역 (2013.01.05 ~ 2013.04.06)
  - 연극동아리 딴따라 (2013.01.19 ~ 2013.02.02)
  - 개투제라블 (2013.02.16 ~ 2013.04.06)
- 코미디TV 개그 서바이벌
- 채널A 개그시대
- MBC 하땅사
  - 괜한 자존심
- KBS1 체험 삶의 현장
- KBS2 폭소클럽 2
- SBS 웃찾사 시즌 1
  - 왜이래 (2005.04.21 ~ 2005.11.24)
  - 언행일치 (2006.04.20 ~ 2006.10.19) 엄마 역
  - 거침없이 킥킥킥 (2007.05.06 ~ 2007.06.17)
  - 헬로우 비보이 (2007.08.19 ~ 2007.10.14)
  - 드라마? (2008)
  - 잡솨봐 (2008)
  - 웅이아버지 웅녀 역 (2009)
  - 아이돌이 떴다 (2009)
- SBS 희극지왕
- tvN 코미디빅리그
  - 타짜:깡패PD 곽철용 (2019.11.17 ~ 2020.03.22)
  - 토끼 사냥꾼 (2020.07.05 ~ 2020.09.20) 토끼남 역
  - 아빠는 못 말려 (2020.08.16 ~ 2020.12.20) 엄마 역
  - 머니게임 (2020.11.8 ~ 2020.12.20)
  - 쇼킹덤 (2021.01.03 ~ )
- JTBC 아는형님게스트

## 홍보대사
- 2012년 성남시청소년육성재단 홍보대사

## 수상
- 2006년 SBS 코미디대상 실험정신상
- 2013년 SBS 연예대상 코미디부분 우수상